# Ernst Waldbrunn

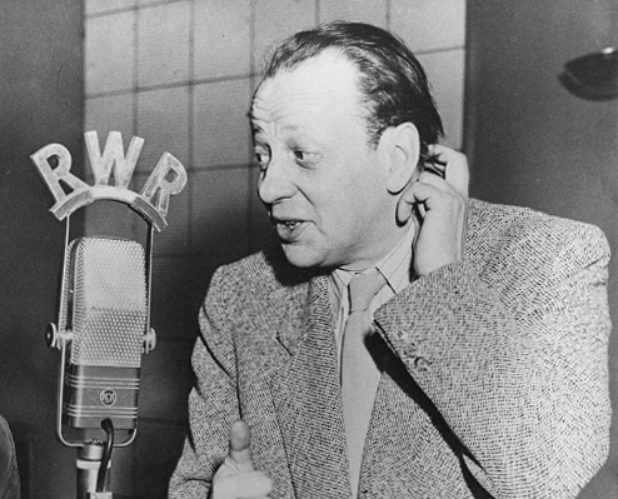
Waldbrunn im Studio des Senders Rot-Weiß-Rot (1952)

Ernst Waldbrunn (eigentlich: Ernst (Ernest) Karl Anton Waldbrunn; * 14. August 1907 in Krumau, Böhmen; † 22. Dezember 1977 in Wien) war ein österreichischer Schauspieler und Kabarettist.

## Leben
Ernst Waldbrunn wurde als Sohn des Regierungsrats Karl Waldbrunn und dessen Frau Rosa, geb. Lederer, in Krumau an der Moldau (heute: Český Krumlov, Tschechien) geboren. Sein Vater stammte aus Wien; seine Mutter war die Tochter eines jüdischen Kohlen- und Tabakhändlers aus Mies. Waldbrunn wuchs in Brüx auf, wo sein Vater Bezirksverwalter war. Auf Druck seines Vaters studierte er Rechtswissenschaft und promovierte in Prag zum Doktor der Rechte. Danach debütierte er 1928 als Theaterschauspieler in Teplitz-Schönau und spielte auf Provinzbühnen in Böhmen und Mähren. Eine erste Karriere auf deutschen Bühnen endete rasch mit Beginn der NS-Herrschaft und der Rückkehr auf kleine sudetendeutsche Häuser. Während seines Engagements am Theater Gleiwitz wurde er als „jüdischer Mischling“ im nationalsozialistischen Sinne gezwungen, für die Aufseher des KZ Auschwitz zu spielen. Als die Theater zusperrten, wurde er im September 1944 ins Lager Gleiwitz, ein Außenlager des KZ Auschwitz verschleppt, aus dem er im Oktober floh und in Wien untertauchte. Diese Erlebnisse verarbeitete er später in seinem Stück Die Flucht.
Ab 1945 spielte Waldbrunn im Kabarett Simpl an der Seite von Karl Farkas und durch die von Hugo Wiener geschriebenen Doppelconférencen wurde er berühmt. Daneben trat er auf Wiener Bühnen als Komiker und Charakterschauspieler auf, hauptsächlich am Theater in der Josefstadt, wo er von 1946 bis 1977 Ensemblemitglied war, aber auch in mehreren Filmen.
Waldbrunn ist zusammen mit Lida Winiewicz auch Autor des ernsten und autobiografisch gefärbten Schauspiels Die Flucht, bei dessen Uraufführung in Wien, 1965, er in der Hauptrolle umjubelt wurde. Sein charakteristisches „Stottern“ galt als liebenswert und wurde sein Markenzeichen.

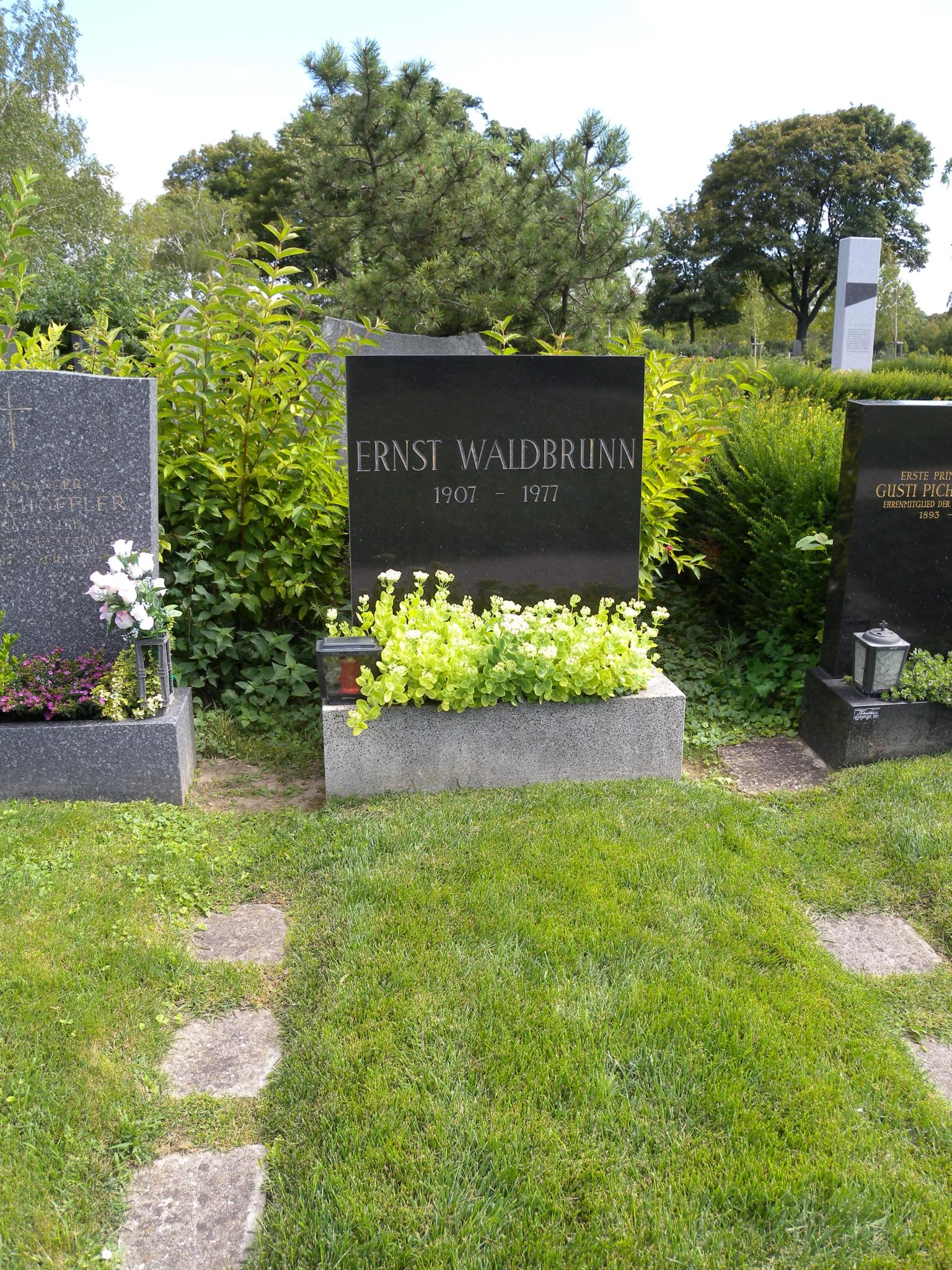
Grab am Zentralfriedhof

Waldbrunn war von 1950 bis 1964  mit Elfriede Ott verheiratet. Ende September 1977 erlitt Waldbrunn einen Schlaganfall. Sein ehrenhalber gewidmetes Grab befindet sich am Wiener Zentralfriedhof (Gruppe 40, Nummer 55).

## Werke (Auswahl)
- Das hat kein Goethe g'schrieben. Aber Ironimus gezeichnet. 1958
- Die besten Empfehlungen. 1961, mit Otto Schenk
- Die Flucht. Theaterstück, 1965, gemeinsam mit Lida Winiewicz
- Aber, aber, Herr Professor. 1969, mit Hugo Wiener

### DVD
- Karl Farkas, Ernst Waldbrunn: G'scheites und Blödes. Conférencen und Doppelconférencen. 1958–1971 ORF/BMG Ariola/Thomas Sessler Verlag, 2002.

### CD
- 1963: Jacobowsky und der Oberst von Franz Werfel

### Comic
- Der Blöde und der Gscheite – Die besten Doppelconferencen. Ein kabarettistisches Comic von Reinhard Trinkler mit einem Vorwort von Georg Markus, Amalthea Signum Verlag, 2014[5]

## Filmografie (Auswahl)
- 1947: Das unsterbliche Antlitz
- 1948: Das andere Leben
- 1948: Der Prozeß
- 1949: Höllische Liebe
- 1949: Geheimnisvolle Tiefe
- 1949: Duell mit dem Tod
- 1949: Mein Freund Leopold (Mein Freund, der nicht nein sagen kann)
- 1949: Eins, zwei, drei – aus
- 1950: Kind der Donau
- 1950: Ruf aus dem Äther
- 1951: Frühling auf dem Eis
- 1951: Der alte Sünder
- 1953: Auf der grünen Wiese
- 1953: Fräulein Casanova
- 1953: Der Feldherrnhügel
- 1953: Drei, von denen man spricht (Glück muß man haben)
- 1954: Ein Haus voll Liebe
- 1955: An der schönen blauen Donau
- 1955: Heimatland
- 1955: Der Kongreß tanzt
- 1955: Ja, so ist das mit der Liebe (Ehesanatorium)
- 1955: Spionage
- 1955: Die Wirtin zur Goldenen Krone
- 1956: Symphonie in Gold
- 1956: …und wer küßt mich? (Ein Herz und eine Seele)
- 1956: Wenn Poldi ins Manöver zieht (Manöverzwilling)
- 1957: Scherben bringen Glück
- 1957: Mit Rosen fängt die Liebe an
- 1957: Der Kaiser und das Wäschermädel
- 1957: Familie Schimek
- 1958: Der Page vom Palast-Hotel
- 1958: So ein Millionär hat’s schwer
- 1958: Man ist nur zweimal jung
- 1958: Im Prater blüh’n wieder die Bäume
- 1958: Hoch klingt der Radetzkymarsch
- 1959: Mein ganzes Herz ist voll Musik
- 1959: Herrn Josefs letzte Liebe
- 1959: Zwölf Mädchen und ein Mann
- 1959: Ich bin kein Casanova
- 1959: Kein Mann zum Heiraten
- 1961: Kauf Dir einen bunten Luftballon
- 1961: Unsere tollen Tanten
- 1962: Die türkischen Gurken
- 1962: Die lustige Witwe
- 1962: Ende schlecht – Alles gut
- 1962: Die Försterchristel
- 1966: Das Spukschloß im Salzkammergut
- 1969: Ein Dorf ohne Männer
- 1969: Alle Kätzchen naschen gern
- 1969: Liebe durch die Hintertür
- 1970: Frau Wirtin bläst auch gern Trompete
- 1974: Hallo – Hotel Sacher … Portier! (Folge 16)
- 1975: Change